# Microrregión de las Chapadas das Mangabeiras
La microrregión de las Chapadas das Mangabeiras es una de las microrregiones del estado brasileño del Maranhão perteneciente a la mesorregión Sur Maranhense. Su población según el censo de 2010 es de 68.036 habitantes y está dividida en ocho municipios. Su población está formada por una mayoría de negros y mulatos 53.8, caboclos(mestizos de indios y blancos)23.6,blancos 22.4 y asiáticos 0.2, según el censo de 2010 habitaban la región 20 indígenas. Posee un área total de 16.876,956 km².

## Municipios
- Benedito Leite
- Fortaleza dos Nogueiras
- Loreto
- Nova Colinas
- Sambaíba
- São domingos do Azeitão
- São Félix de Balsas
- São Raimundo das Mangabeiras

- Datos: Q522665